# Karol Kostecki
Karol Kazimierz Kostecki ps. „Kostek”, (ur. 27 lutego 1917 w Stanisławowie, zm. 14 stycznia 1998 we Wrocławiu) – kapitan piechoty Wojska Polskiego, absolwent Szkoły Podchorążych Piechoty, uczestnik kampanii wrześniowej 1939, kurier Komendy Głównej ZWZ-AK, żołnierz AK, kontynuował działalność w Zrzeszeniu „Wolność i Niezawisłość”, represjonowany w czasach komunistycznych, nauczyciel, działacz społeczny.

## Życiorys
Przed II wojną światową był żołnierzem, dowódcą plutonu w 79 pułku piechoty, 20 Dywizji Piechoty, Armii Modlin. Walczył w obronie Polski we wrześniu 1939 po ataku Niemiec hitlerowskich na Polskę. Uczestniczył w bitwie pod Mławą. We wrześniu 1939 został ranny. Od lutego 1940 działał w konspiracji niepodległościowej. Walczył w obronie ludności i ziem polskich przed nacjonalistami z UPA. Był dowódcą kompanii „Narol”, wchodzącej w skład batalionu mjr. Wilhelma Szczepankiewicza „Drugaka” z Obwodu Tomaszów Lubelski w Inspektoracie Rejonowym Zamość.
Dnia 21 maja 1944 o godzinie 3.00 UPA zaatakowała Narol w sile około 1000 ludzi. Kostek dowodził całością sił obrony, tj. kompanią narolską i kompanią "Godziemby". Dzięki jego osobistej odwadze i umiejętnemu kierowaniu walką AK wyparła UPA z miejscowości i ruszyła w pościg za jej jednostkami. Po porażce pod Narolem UPA próbowała jeszcze atakować 4 czerwca ale również bez powodzenia. Zdecydowana obrona Narola i okolic uniemożliwiła UPA uderzenie na Tomaszów Lubelski (o ile taki plan był kiedykolwiek brany przez Ukraińców pod uwagę ponieważ bezpośrednim celem ataku na Narol było otworzenie korytarza na Puszczę Solską i podzielenie polskiej obrony na dwie części. Za obronę Narola został odznaczony Krzyżem Walecznych.
Karol Kostecki bronił ludności przed niemiecką akcją pacyfikacyjną. Jego oddział brał udział w akcji „Burza” i wyzwalaniu Bełżca (m.in. unieszkodliwiając niemiecki czołg) oraz Tomaszowa Lubelskiego. Zagrożony aresztowaniem po wkroczeniu na ziemie polskie Sowietów, pozostał w konspiracji.
W nocy z 13 na 14 listopada 1945 oddział pod dowództwem Karola Kosteckiego ps. „Kostek”, liczący 40 żołnierzy, uwolnił z więzienia UB 70 osób oraz unieszkodliwił przy pomocy piatów i ognia broni maszynowej placówkę tomaszowskiego UB. Solidarność i sprzeciw ludności powiatu tomaszowskiego wobec władzy komunistycznej był tak duży, że UB nigdy nie udało się ustalić pełnej listy żołnierzy, którzy brali udział w akcji. W więzieniu UB, miejscu kaźni nazywanym „Smoczą Jamą”, przetrzymywani i mordowani byli przeciwnicy komunizmu, głównie żołnierze Armii Krajowej i Batalionów Chłopskich. Grzegorz Wincenty Wolańczyk tak wspominał uwolnienie z więzienia UB w Tomaszowie Lubelskim przez oddział „Kostka”: „Tego, co przeżyłem w momencie uwolnienia z rąk UB, nie da się opisać. To tak, jakby się uciekło katu spod topora”.
Kostecki dwukrotnie został odznaczony Krzyżem Walecznych i Krzyżem Virtuti Militari V klasy. W styczniu 1947 został ujęty przez służby komunistyczne i skazany na sześciokrotną karę śmierci. Zamieniono ją następnie na mocy amnestii na 15 lat więzienia. Zwolniony został 9 listopada 1956. Zamieszkał we Wrocławiu. Pracował jako nauczyciel. W wolnej Polsce został awansowany do stopnia kapitana w 1990. Zmarł 14 stycznia 1998 we Wrocławiu i został pochowany na Cmentarzu Grabiszyńskim.